# IR-Klasse WAG-7
Die WAG-7 ist eine Elektrolokomotive der Indian Railways für den Betrieb mit 25 kV-Wechselstrom mit einer Frequenz von 50 Hz, die in den Jahren 1992 bis 2015 von Chittaranjan Locomotive Works (CLW) gebaut wurde, 200 Lokomotiven wurden bei Bharat Heavy Electricals (BHEL) montiert. Die Bezeichnung der Baureihe setzt sich aus W für wide ‚Breitspur‘, A für alternating current ‚Wechselstrom‘ und G für goods ‚Güter‘ für Güterzuglokomotive zusammen. Hinter dem Bindestrich folgt eine 7 um die 7. Generation der WAG-Lokomotiven zu kennzeichnen.
Die WAG-7 war im Juli 2020 die Elektrolokomotivbaureihe mit den meisten Lokomotiven in Indien, bevor der Rekord an die WAG-9 ging. Die erfolgreiche WAG-7 basiert auf der ebenfalls bewährten WAG-5, hat aber gegenüber dem Vorgänger eine höhere Leistung und aufgrund des größeren Gewichts auch eine höhere Zugkraft. Bis auf etwa zehn Lokomotiven, die wegen Unfallschäden oder Bränden ausgemustert wurden, war die Baureihe 2020 noch vollzählig im Einsatz.

## Geschichte
Die knapp 4000 PS Dauerleistung der WAG-5 genügten im Betrieb immer weniger den gestiegenen Anforderungen, weshalb eine 5000 PS-Lokomotive entwickelt werden sollte. Der Vorschlag der CLW, eine verbesserte WAG-5 zu bauen, erhielt gegenüber dem Vorschlag von BHEL den Vorzug. BHEL schlug eine Lösung mit Phasenanschnittsteuerung vor, welche aber für den rauen Betrieb als zu wenig robust angesehen wurde.
Die Baureihe wurde ab 1992 gebaut und war von Beginn an ein Erfolg. Während 23 Jahren wurden die Lokomotiven hergestellt, bis 2015 die letzte von CLW gebaut wurde, was gleichzeitig das Ende der Herstellung von Lokomotiven mit Stufenschaltersteuerung in der bahneigenen Lokomotivfabrik bedeutete.
Die WAG-7 werden vor allem vor schweren Ganzzügen für Kohle, Zement, Stahl, Holz, Getreide, Container und Mineralölprodukte eingesetzt, seltener vor Reisezügen.

## Technik

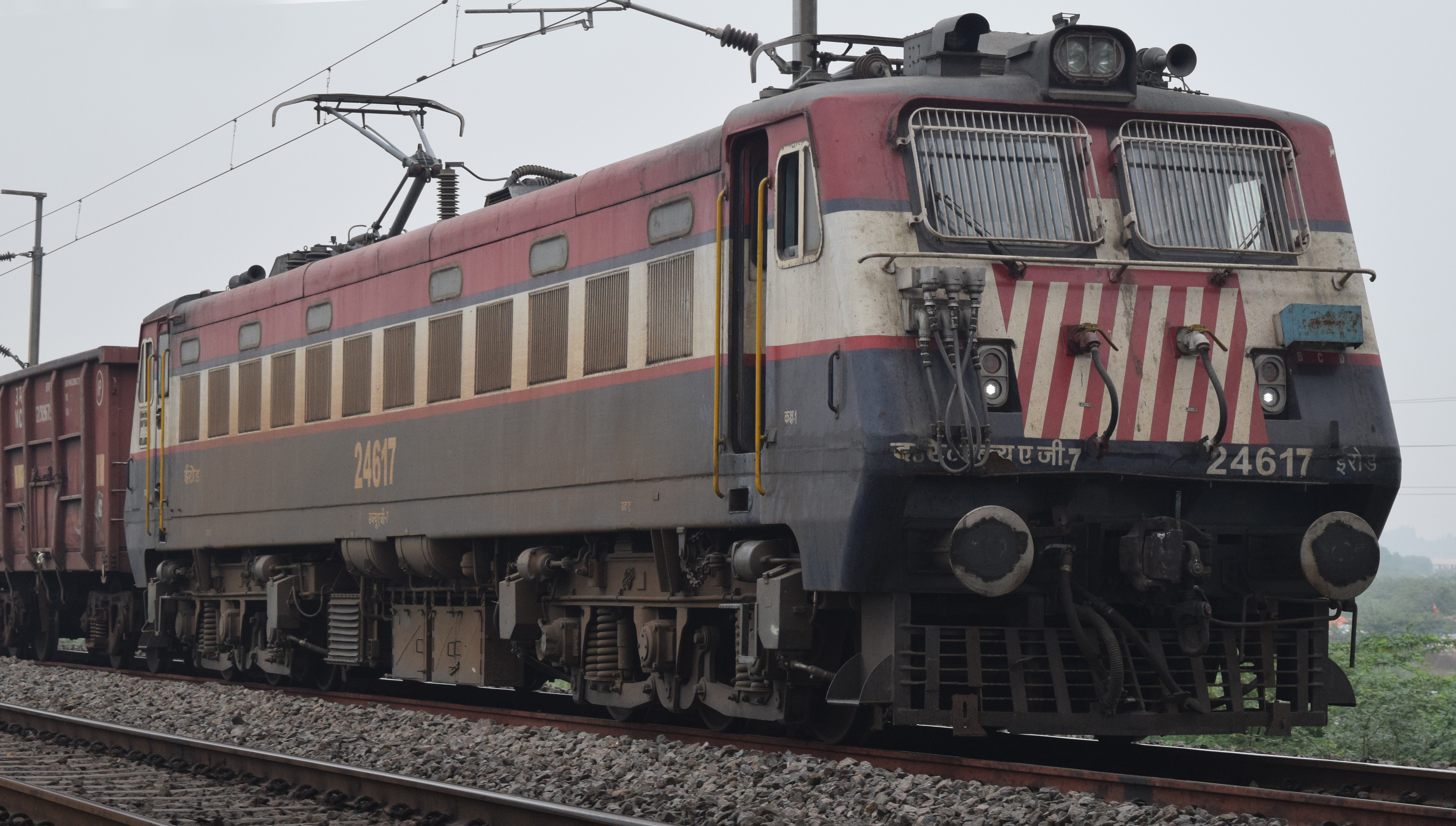
Bei BHEL gebaute WAG-7 mit WAP-4-Kasten und Tigerface-Anstrich

Die WAG-7 ist eine leistungsfähigere Variante der WAG-5. Sie hat gegenüber dieser Baureihe einen größeren Transformator und geschweißte statt gegossene Drehgestelle. Alle Lokomotiven haben Fahrmotoren der Hitachi-Bauart HS15250G. Damit können 1200 t Anhängelast bestehend aus modernen gedeckten Güterwagen mit Drehgestellen auf einer 6 ‰-Steigung mit 100 km/h statt wie bei einer WAG-5 nur mit 80 km/h befördert werden.
Von den Stromabnehmern wird der Strom über einem Drucklufthauptschalter dem Transformator zugeführt. Anstelle des 3900 kVA-Transformators der WAG-5 wurde der 5400 kVA-Transformator aus der WAP-4 verwendet, der Aufbau war jedoch derselbe: Der Transformator besteht aus einem Autotransformator, dessen Ausgangsspannung mit einem Hochspannungsstufenwähler verändert werden kann und einem galvanisch getrennten Transformator mit festem Übersetzungsverhältnis, die beide auf demselben Eisenkern in einem Öltank montiert sind.
Der Ausgangsstrom des Transformators wird den beiden Gleichrichterblöcken zugeführt, die den Wechselstrom in Gleichstrom umwandeln. Jeder Block ist für einen Dauerstrom von 2700 A ausgelegt und ist identischer Bauart zu den in den Baureihen WAG-5 und WAP-4 verwendeten Blöcken.
Der Ausgangsstrom der Gleichrichter wird über Glättungsdrosseln und Wendeschalter den sechs Hitachi-Fahrmotoren zugeführt, die dauernd parallel geschaltet sind. In den obersten Fahrstufen wird Feldschwächung angewandt.
Bei den WAG-7-Lokomotiven wurden geschweißte Drehgestelle verwendet, die von den bei der WAG-5 verwendete asymmetrischen Trimount-Drehgestelle abgeleitet worden waren. Alle Lokomotiven haben Tatzlagerantrieb mit Hitachi-Fahrmotoren einer gegenüber der WAG-5H leistungsfähigeren Version.
Die ersten WAG-7 hatten die gleichen Lokomotivkasten mit geraden Stirnwänden wie die WAG-5, ab 2007 wurden WAG-7-Ausrüstungen in WAP-4-Wagenkasten ausgeliefert. Die Umstellung der Produktion erfolgte fließend, sodass erst ab der 2010 gefertigten Lokomotive Nr. 28121 nur noch die neue Kastenform zum Einsatz kam.

## Anstrich
Anfänglich war der gewöhnliche Anstrich der WAG-7 ein helles Blau mit einem gelben Streifen in der Mitte. Der Anstrich wechselte später auf eine rot-weiß-blauen Farbgebung mit einer quadratischen Fläche an der Stirnfront, welche abwechselnd mit diagonal verlaufenden weißen und roten Streifen lackiert war. Dieses sogenannte tigerface ‚Tigergesicht‘ verhalf der Lokomotive zu einer besseren Sichtbarkeit im Betrieb. Im Gegensatz zu den älteren Baureihen tragen die WAG-7-Lokomotiven keine individuellen Anstriche der Betriebswerkstätten.

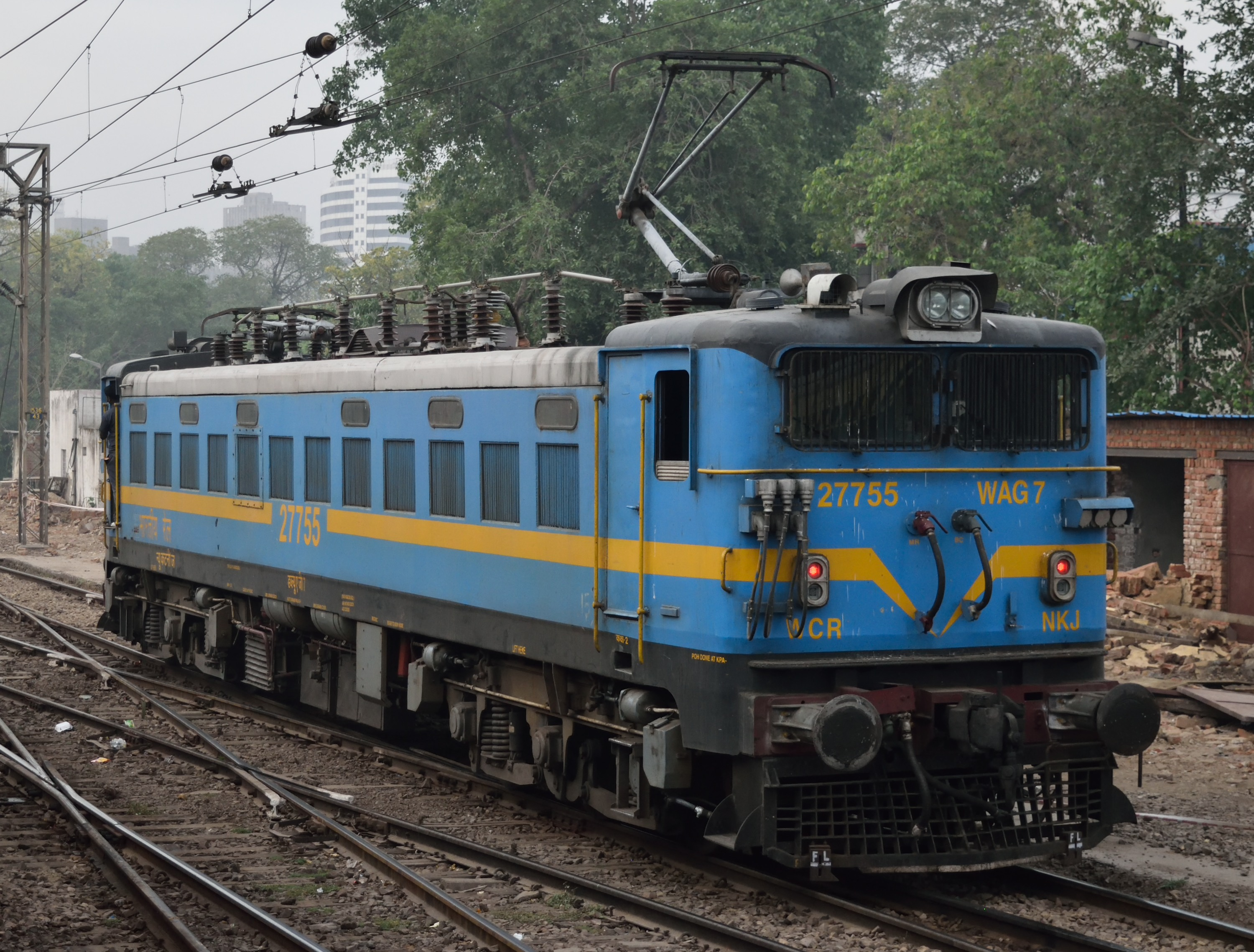
WAG-7 27755 im ursprünglichen, hellblauen Anstrich in New Delhi (April 2016)

## Modell
Der indische Modellbahnhersteller The Pink Engine hat Modelle dieser Baureihe für die Nenngröße H0 im Programm.